# Parque militar nacional de Horseshoe Bend

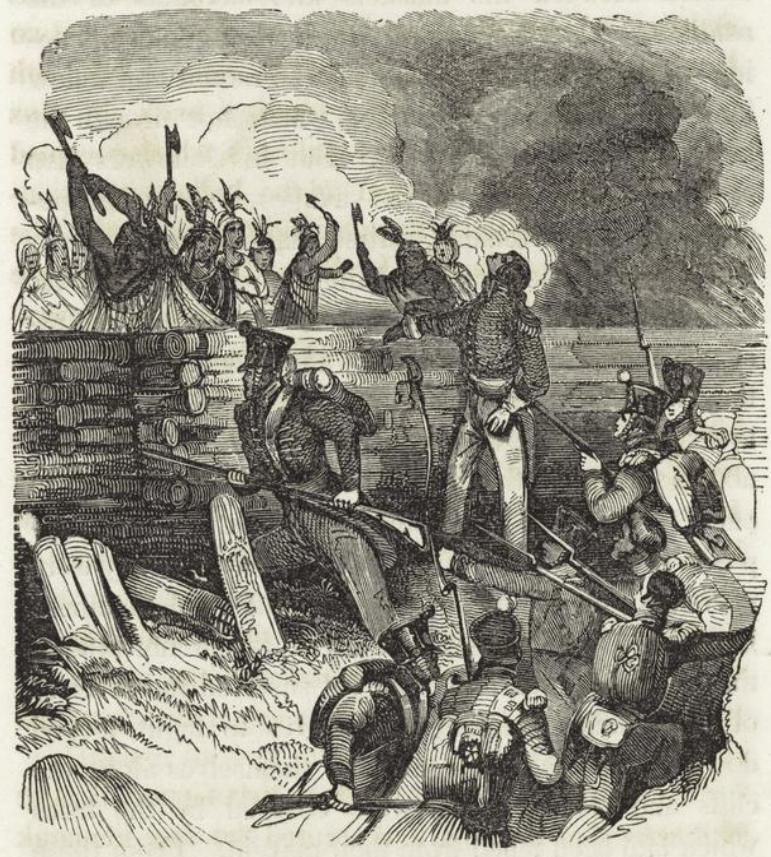
Dibujo de la batalla de Horseshoe Bend

El Parque Militar Nacional de Horseshoe Bend (Horseshore Bend National Military Park) es el lugar de una feroz batalla del mismo nombre. Se encuentra en el centro este de Alabama (Estados Unidos) y es administrado por el Servicio de Parques Nacionales. El parque fue establecido el 25 de julio de 1956 y ocupa 825,56 hectáreas.
El 27 de marzo de 1814, unos 3.300 hombres del ejército del General Andrew Jackson atacó a los casi mil guerreros "Red Sticks" dirigidos por el jefe Menawa de la nación creek. Sus fuerzas estaban fortificadas en una curva en forma de herradura (horseshoe en inglés) del río Tallapoosa de la que la batalla tomó su nombre. Esta fue la última batalla de la guerra creek. La victoria decisiva en Horseshoe Bend acabó con el poder de la nación creek. Más de 800 miembros de la nación Upper Creek murieron en defensa de su patria. Esta fue la mayor pérdida de vidas de los amerindios durante en una sola batalla en la historia de los Estados Unidos.
El 9 de agosto de 1814, la nación creek firmó el Tratado de Fort Jackson. Este acto cedió 93.000 kilómetros cuadrados de terreno situado en Alabama y Georgia al gobierno de los Estados Unidos.